# Coventry Building Society Arena
De Coventry Building Society Arena is een stadion in de Engelse stad Coventry, dat zowel als thuisbasis dient voor voetbalclub Coventry City FC als voor rugbyclub Wasps. Het stadion beschikt over 32.601 zitplaatsen. Op het terrein van het stadion bevinden zich ook een expositiehal en horecagelegenheden. Bovendien ligt naast het stadion een groot winkelcentrum.

## Geschiedenis
De bouw van het stadion werd in 1999 goedgekeurd. Oorspronkelijk was een stadion met schuifdak en 45.000 plaatsen voorzien, dat in 2001 geopend zou moeten worden, maar nadat Coventry City uit de Premier League degradeerde en Engeland de kandidatuur voor het WK 2006 verloor, werden de plannen aangepast. In 2005 werd het stadion, na vier jaar uitstel, afgerond. Coventry verhuisde naar het stadion in augustus 2005. Daarvoor speelde de club 106 jaar lang op Highfield Road. Pas op 24 februari 2007 werd het officieel geopend, nadat Coventry er al een seizoen zijn thuiswedstrijden had afgewerkt. Er is gekozen om het stadion te gebruiken voor de Olympische Zomerspelen 2012. Er zullen dan een aantal voetbalwedstrijden gespeeld worden. De andere stadions zijn Wembley, Millennium Stadium, Hampden Park, Old Trafford en St James' Park. Tijdens dit toernooi draagt het stadion de naam City of Coventry Stadium.

## Andere evenementen
In het stadion worden ook regelmatig popconcerten gehouden. Bovendien is de in de Ricoh Arena gelegen Jaguar Exhibition Hall een van de locaties van de Premier League Darts. In 2020 werden in het najaar alle televisietoernooien van de PDC hier gespeeld vanwege de coronapandemie die dat jaar uitbrak. Deze toernooien moesten daarom zonder publiek worden gespeeld en dat was niet mogelijk op de oorspronkelijke locaties van deze toernooien. Ook hoefden de darters hierdoor niet naar verschillende locaties te reizen, maar konden ze op een en dezelfde locatie blijven.